# Swaefbert dell'Essex
Swaefbert (fl. VIII secolo) è stato un sovrano anglosassone che regnò sull'Essex dal 715 al 738 insieme a Saelred che, salito sul trono attorno al 709, vi rimase fino al 746.